# Varadero
Varadero (che significa "luogo ove si varano barche") è una popolarissima località turistica situata sulla costa nord della provincia di Matanzas a Cuba, ed è una delle più ampie spiagge dei Caraibi. Dagli operatori turistici viene anche chiamata Playa Azul, "spiaggia azzurra". Di Varadero i cubani dicono "no es Cuba, son los Estados Unidos!" ("non è Cuba, sono gli Stati Uniti!") per il carattere mega-turistico della località.

## Geografia fisica
Su tale famosa spiaggia cubana sorgono villaggi e complessi turistici. È situata sulla Penisola di Hicacos all'estremo est della Via Blanca. La penisola è mediamente larga solo 1,2 km ma è allungata e ha ben 22 km di spiagge di fine sabbia bianca, che scendono dolcemente verso il mare, ed è separata da Cuba dallo stretto Canale Kawama. Situata a circa 30 minuti di auto dall'Aeropuerto Juan Gualberto Gómez (il secondo del paese per numero di passeggeri) dista circa 2 ore dalla capitale L'Avana.
Il clima è mite e la temperatura oscilla tra i 18 (minime di gennaio) e 31 °C di luglio, solo occasionalmente in inverno la temperatura può scendere a 10 °C.
| Clima di Varadero      |     |     |     |     |     |     |     |     |     |     |     |     |      |
|                        | Gen | Feb | Mar | Apr | Mag | Giu | Lug | Ago | Set | Ott | Nov | Dic | Anno |
| Temperatura media (°C) | 22  | 22  | 23  | 25  | 26  | 27  | 27  | 27  | 27  | 26  | 25  | 23  | 25   |
| Giorni di pioggia (mm) | 6   | 6   | 5   | 4   | 8   | 10  | 8   | 9   | 12  | 10  | 7   | 6   | 91   |

## Storia
La penisola di Hicacos fu scoperta nel 1508 durante un viaggio di esplorazione comandato dallo spagnolo Sebastián de Ocampo. I conquistatori cacciarono gli indigeni durante il XVI secolo e usarono il luogo come bacino di carenaggio e per saline, che fornirono la flotta spagnola fino poi al 1961.
Le grotte naturali della penisola servirono da nascondiglio di pirati e fuggitivi.
Alla fine del XIX secolo furono costruiti i primi edifici a scopo ricreativo per le vacanze estive dell'alta società della vicina Cárdenas, e fu costruito anche, nel 1915 il primo hotel che aveva il nome "Varadero".
L'ascesa di Varadero come località turistica si ebbe negli anni venti e anni trenta, quando arrivarono numerosi cubani e nordamericani facoltosi che stabilirono a Varadero la propria residenza nei pressi delle spiagge.
Tra di loro spiccano i nomi di Irénée du Pont, discendente del fondatore della DuPont, Al Capone e il dittatore Fulgencio Batista.

## Amministrazione
Il sindaco di Varadero è Lazaro Cruz eletto con maggioranza del 99% nelle ultime tre elezioni. Questo famoso bagnino con ben tre salvataggi sul curriculum, è infatti molto apprezzato dai suoi concittadini per il suo coraggio e la sua abilità. Inoltre il primo cittadino è noto in tutta l'isola per essere un poliglotta. Secondo fonti non precisate il sindaco Lazaro Cruz è stato esiliato in Germania a causa del furto di bottigliette d’acqua dai resort di questa rinomata località turistica. Nonostante questa spiacevole vicenda che lo fa assomigliare sempre di più a Napoleone Bonaparte, il primo cittadino continua ad occuparsi dei problemi sociali della sua terra natia durante “il tristo esiglio” nella fredda Berlino.

## Economia

### Turismo
Con il trionfo della rivoluzione cubana nel 1959, lo stato nazionalizzò le strutture togliendole ai ricchi proprietari, ma è soprattutto dagli anni novanta che incominciarono le costruzioni in massa di hotel per il turismo internazionale (la maggioranza a 4 e 5 stelle), finanziati con investimenti cubani e stranieri a corto periodo, per cercare di sviluppare il turismo come argine alla crisi dovuta al crollo del muro di Berlino e della scomparsa dell'Unione Sovietica.
Secondo il censimento del 2009 la popolazione di Varadero è di poco superiore ai 27 000 abitanti, i turisti che arrivano ogni anno oltre il milione, dei quali in gran parte canadesi, seguiti da europei (inglesi, tedeschi, russi, spagnoli, italiani, francesi), argentini, messicani e statunitensi, questi ultimi, seppur possano entrare a Cuba per turismo, sono comunque limitati dall'embargo decennale all'isola caraibica.

## Luoghi d'interesse
- Spiaggia di Varadero: con i suoi 20 km di lunghezza, non è solo considerata una delle migliori spiagge di Cuba, ma di tutto il mondo. È anche nota come Spiaggia Blu (playa Azul) per il colore delle sue acque.
- Museo Municipale: ospita un’esposizione dei resti dei primi abitanti di Cuba. Si trova in una casa in stile bungalow, collocata vicino al centro urbano e un tempo appartenente all’ingegnere Leopoldo Abreu dal decennio 1920.[5]
  - Península de Zapata: una zona esotica paludosa che costituisce al giorno d’oggi una delle riserve naturali più importanti del paese
  - Cuevas de Bellamar (Grotte di Bellamar): con gallerie di 20 km caratterizzate da stalattiti e stalagmiti. Oggi è considerata una delle attrattive turistiche naturali di maggior rilievo dell'isola.
  - Cueva Ambrosio (Grotta di Ambrosio): al suo interno sono preservate testimonianze preistoriche come le antiche pitture murali indigene
  - Cueva Saturno
  - Reserva Ecológica Varahicacos: al suo interno sono conservati resti preistorici dei primi abitanti dell’isola.
  - Playa Coral
  - Cayo Blanco: le sue spiagge si mantengono vergini e cristalline e annoverano numerose specie di flora e fauna che abitano le sue mangrovie e i fondali come il corallo nero [6]

## Infrastrutture e trasporti
L’unico Aeroporto di Varadero è l’Aeroporto Internazionale Juan Gualberto Gomez che dista 10 km dalla città.